# Мамаду Сарр
Мамаду Сарр (фр. Mamadou Sarr, нар. 29 серпня 2005, Мартіг, Франція) — французький футболіст сенегальського походження, центральний захисник клубу «Страсбур».

## Ігрова кар'єра

### Клубна
Свою футбольну кар'єру Мамаду Сарр починав в молодіжній команді «Ланса». У 2018 році він приєднався до «Ліона». Грав за другий склад «Ліона» в Національному чемпіонаті 2.
27 травня 2023 року у матчі чемпіонату Франції проти «Реймса» Сарр дебютував на професійному рівні. В січні 2024 року футболіст відбув в оренду до кінця сезону в бельгійський клуб «Моленбек». Після повернення з оренди, в серпні 2024 року Сарр перейшов до «Страсбура», з яким підписав контракт на п'ять років.

### Збірна
В 2022 році в складі юнацької збірної Франції (U-22) Мамаду Сарр виграв юнацький чемпіонат Європи, що проходив в Ізраїлі.

## Титули
Франція (U-17)
 Чемпіон Європи: 2022
Челсі
- Переможець Клубного чемпіонату світу: 2025

## Приватне життя
Батько Мамаду — Пап Сарр, колишній професійний футболіст, відомий своїми виступами за французький «Сент-Етьєн» та національну збірну Сенегалу.